# SPECTRUM BRASSBAND CLUB
『スペクトラム5 SPECTRUM BRASSBAND CLUB』（スペクトラムファイブ スペクトラム・ブラスバンド・クラブ）は、1981年9月5日にビクター音楽産業から発売されたスペクトラム5作目のオリジナル・アルバム。1991年2月21日CD化。

## 概要
他のアルバムとは全く異質、吹奏楽部を全面的にフィーチャーしたバラエティ系企画アルバム。解散決定後のファンクラブ・ミーティングにおいて、新田自身「これが（ライブ以外での）最後のアルバムになるとは思わなかった」と述べている。
ほぼ同時期に制作された4作目『SECOND NAVIGATION』はリズム隊が中心になり制作されたが、本作はホーン隊が中心になって制作されたため、ホーン隊（兼崎・吉田）を除くメンバーは演奏以外ほとんど参加していない。新田は、（すでに解散が決まっていて）全員が前向きに同じ方向を見つめて作ることが出来ないことから、ファンに向けたスペクトラムらしい笑顔のお別れメッセージとして制作しようと考え、新田いわく「思っいきりふざけました(原文ママ)」。バラエティ色を全面に出した作品になった。そのため、曲の冒頭にメンバー自身が様々な役を演じる寸劇が挿入されたり、曲自体が冗談のようなものもあり、また様々なジャンルの曲をパロディにした楽曲で構成されている。

## 収録曲
| #         | タイトル                                         | 作詞               | 作曲      | 編曲      | 時間  |
| --------- | ------------------------------------------------ | ------------------ | --------- | --------- | ----- |
| 1.        | 「ブラスバンド・クラブのテーマ」                 | 兼崎順一           | 兼崎順一  | 兼崎順一  | 2:34  |
| 2.        | 「I Love P.T.A.」                                | 綾狩一郎           | 新田一郎  | 新田一郎  | 3:45  |
| 3.        | 「たじろぎの英語教師（グラマー・ティーチャー）」 | 綾狩一郎           | 兼崎順一  | 兼崎順一  | 2:42  |
| 4.        | 「理科室のメロディ」                             | -                  | 兼崎順一  | 兼崎順一  | 1:51  |
| 5.        | 「小さく前へならえ」                             | 兼崎順一           | 兼崎順一  | 兼崎順一  | 1:43  |
| 6.        | 「青春とはなんなんだ!」                          | 綾狩一郎           | 新田一郎  | 新田一郎  | 3:37  |
| 7.        | 「エレガント・レディ（うたたねの境地）」         | -                  | 吉田俊之  | 吉田俊之  | 1:46  |
| 8.        | 「ファンキー身体検査」                           | 新田一郎、綾狩一郎 | 新田一郎  | 新田一郎  | 3:21  |
| 9.        | 「恋の給食タイム」                               | 新田一郎           | 新田一郎  | 新田一郎  | 2:35  |
| 10.       | 「先生のひとり言」                               | 兼崎順一           | 兼崎順一  | 兼崎順一  | 3:39  |
| 合計時間: | 合計時間:                                        | 合計時間:          | 合計時間: | 合計時間: | 27:33 |

| #         | タイトル                                           | 作詞         | 作曲         | 編曲         | 時間  |
| --------- | -------------------------------------------------- | ------------ | ------------ | ------------ | ----- |
| 11.       | 「ガンバレ応援団」                                 | 綾狩一郎     | 新田一郎     | 新田一郎     | 3:05  |
| 12.       | 「正調もんぎり節（男女交際篇）」                   | 新田一郎     | 新田一郎     | 新田一郎     | 2:29  |
| 13.       | 「おちゃめな校長先生」                             | 兼崎順一     | 兼崎順一     | 兼崎順一     | 2:25  |
| 14.       | 「先生がママにキスをした」                         | 綾狩一郎     | 奥慶一       | 奥慶一       | 2:21  |
| 15.       | 「遠足ロックン・ロール」                           | 綾狩一郎     | 新田一郎     | 新田一郎     | 4:26  |
| 16.       | 「もういくつ寝ると18才未満（伊勢佐木町ブルース）」 | （川内康範） | 鈴木庸一     | 新田一郎     | 2:26  |
| 17.       | 「コンクールが近いよ」                             | 綾狩一郎     | 新田一郎     | 新田一郎     | 3:47  |
| 18.       | 「マイ・フレンズ」                                 | 綾狩一郎     | 新田一郎     | 新田一郎     | 4:01  |
| 19.       | 「イン・ザ・スペース」                             | -            | スペクトラム | スペクトラム | 1:17  |
| 20.       | 「1920、アミューズ・カンパニー」                   | -            | スペクトラム | スペクトラム | 0:24  |
| 合計時間: | 合計時間:                                          | 合計時間:    | 合計時間:    | 合計時間:    | 26:41 |

## 曲解説
1. ブラスバンド・クラブのテーマ
アルバムのコンセプトを伝える曲。
2. I Love P.T.A.
従来のスペクトラムらしいブラス・ロック。タイトルとは裏腹に歌詞の内容はPTAへの痛烈な皮肉である。西城秀樹の「YOUNG MAN (Y.M.C.A.)」のパロディ。
3. たじろぎの英語教師（グラマー・ティーチャー）
4. 理科室のメロディ
楽曲はフランス映画「死刑台のエレベーター」の主題歌のパロディである。
5. 小さく前へならえ
グスターヴ・ホルスト「吹奏楽のための第一組曲　第三楽章」のパロディ。
6. 青春とはなんなんだ!
一見真面目路線の青春讃歌だが、タイトル、内容とも1965年制作のTVドラマ『青春とはなんだ』を代表とする青春ドラマのパロディである。
7. エレガント・レディ（うたたねの境地）
8. ファンキー身体検査
9. 恋の給食タイム
給食の時間に流れる校内放送というコンセプト。新田が演じる「新人歌手・松戸聖子」の歌のはずなのだが、冒頭のアナウンスで歌唱者をスペクトラムと紹介しており、冒頭からいきなり設定を無視している（CDでは“今日の放送はスペクトラム”と紹介されている）曲の最後にさくまあきら演じるディレクターと聖子の会話が収録されているが、聖子の「何も考えていない」返答が笑いどころ。
10. 先生のひとり言
11. ガンバレ応援団
メイナード・ファーガソンの「Gonna Fly Now」のパロディ。
12. 正調もんぎり節（男女交際篇）
新田演じる「カサブタ評論家・梅村健一」が自分の好きな歌を聞かせるというコンセプトの曲。梅村健一は竹村健一のパロディであり、口癖の「だいたいやね」を連呼する。聞き手役は山田邦子が担当。息の合った掛け合いを見せる。
13. おちゃめな校長先生
14. 先生がママにキスをした
15. 遠足ロックン・ロール
16. もういくつ寝ると18才未満（伊勢佐木町ブルース）
青江三奈の大ヒット曲のカバーだが、実際は少しエロティックなコントとなっている。
17. コンクールが近いよ
クイーンの「ボヘミアン・ラプソディ」のパロディ。
詞はリーダー新田からファンへのラストメッセージとなっている。
18. マイ・フレンズ
ロッド・スチュワートの「セイリング」のパロディ。
19. イン・ザ・スペース
ブラスバンドバージョンを収録。
20. 1920、アミューズ・カンパニー
アルバム『SPECTRUM』の冒頭に収録された、SEとアナウンスが被せられたものを抜粋。そのまま『SPECTRUM』と同様に「アクト・ショー」のイントロが流れるが、その直後に最後のオチが付いてアルバムは終了となる。

## スタッフ
- 脚本：川原伸司
- 構成：綾狩一郎（さくまあきらの変名）
- 演出：さくまあきら、新田一郎、兼崎順一、田村充義
- 音楽：新田一郎、兼崎順一、吉田俊之、奥慶一
- 音楽監督：新田一郎、兼崎順一
- 制作監督：田村充義
- 総監督：大里洋吉
- 現場監督：小田桐秀一、黒川亨司
- 出演：新田一郎、兼崎順一、吉田俊之、西慎嗣、さくまあきら、山田邦子、山本久美、小田桐秀一、ジェイク・H・コンセプション、黒川亨司、田村充義、タラ・ミッシェル、伊藤信夫、伊奈高広、池谷茂美、松尾均
- 演奏：スペクトラム・ブラスバンド・クラブ、東海大学付属第四高等学校吹奏楽部、大阪市立城陽中学校吹奏楽部、関東学院マーチング・バンド、千葉県立千葉東高等学校吹奏楽部、ジョー・ストリングス、ジェイク・H・コンセプション、森岡みま